# PotatoEurope
Die PotatoEurope ist eine internationale Freilandmesse für Kartoffelanbauer, -verarbeiter und -vermarkter. Für die Fachbesucher bietet sie eine Plattform entlang der gesamten Wertschöpfungskette, um sich über aktuelle Fragen der modernen Kartoffelproduktion und -verarbeitung zu informieren. Die PotatoEurope findet jedes Jahr in einem der vier Partnerländer der Messe statt: den Niederlanden, Deutschland, Belgien und Frankreich.

## Veranstalter
Veranstalter und ideelle Träger dieser Fachausstellungen sind die DLG (Deutsche Landwirtschafts-Gesellschaft), die UNIKA (Union der Deutschen Kartoffelwirtschaft e.V., ideeler Partner der Messe in Deutschland), die Fedagrim VZW (Brüssel, Belgien), ARVALIS – Institut du végétal, Institut Technique de la Pomme de Terre (Paris, Frankreich) und DLG Benelux (Woerden, Niederlande) im jährlichen Wechsel.

## Konzept
Bei dieser Freilandausstellung rund um die Kartoffel mit Versuchsfeldern und Maschinenvorführungen wird alles rund um den Kartoffelanbau und die Verarbeitung gezeigt. Pflanzenbauexperten nutzen die PotatoEurope als Informationsbörse und Neuheitenplattform, um sich über Sorten und Saatgut, Produktions- und Verarbeitungstechnik, Managementfragen sowie über Düngungs- und Pflanzenschutzstrategien zu informieren. Zielgruppe der PotatoEurope sind alle an der Wertschöpfungskette der Kartoffel beteiligten Branchen wie Betriebsmittelhersteller, Landwirte, Berater, Händler, Abpacker, Verarbeiter, Verwerter und der Lebensmitteleinzelhandel.

## Chronik
Die PotatoEurope wird seit 2006 jedes Jahr im Wechsel in vier Ländern veranstaltet.
- 2024 in Villers-Saint Christophe, Frankreich

- 2023 Kain, Belgien
- 2022 auf dem Rittergut Bockerode, Deutschland[4]
- Die Veranstaltung 2021 in Flevoland, Niederlande, musste aufgrund der Corona-Pandemie vom Veranstalter DLG Benelux abgesagt werden.[5]
- Die Veranstaltung 2020 in Villers-Saint-Christophe, Frankreich, wurde aufgrund der Corona-Pandemie vom Veranstalter ARVALIS abgesagt.[6]
- 2019 in Kain, Belgien[7]
- 2018 auf dem Rittergut Bockerode, Deutschland[8]
- 2017 in Emmeloord, Niederlande
- 2016 in Villers-Saint-Christophe, Frankreich
- 2015 in Tournai (Kain), Belgien[9]
- 2014 auf dem Rittergut Bockerode, Deutschland
- 2013 in Emmeloord, Niederlande
- 2012 in Villers-Saint-Christophe, Frankreich
- 2011 in Kain, Belgien
- 2010 auf dem Rittergut Bockerode, Deutschland
- 2009 in Emmeloord, Niederlande
- 2008 in Villers-Saint-Christophe, Frankreich
- 2007 in Tournai (Kain), Belgien
- 2006 auf dem Rittergut Bockerode in Springe-Mittelrode bei Hannover

## Zukünftige Termine
- 2026 auf dem Rittergut Gestorf, Deutschland
- 2025 in Lelystad, Niederlande

## Parallelveranstaltung
Zeit- und ortsgleich zur PotatoEurope führt die DLG im Jahr 2026 die Freilandausstellung SugarBeet Expo durch. Die internationale Branchenveranstaltung für Zuckerrübenfachleute basiert auf einem vergleichbaren Konzept wie die PotatoEurope und wird wie diese vom 9. bis 10. September 2026 im Rittergut Gestorf in Springe bei Hannover stattfinden.